# Oded Binnun
Oded Binnun é um cineasta israelense. Como reconhecimento, foi nomeado ao Oscar 2015 na categoria de Melhor Curta-metragem por Aya.